# Гінцбург Горацій Осипович

Г.Й. Гінцбург

Гора́цій (Нафталі Герц, Герцель) О́сипович (Євзельович) Гі́нцбург (* 1833, Звенигородка — † 1909, Петербург, поховано в Парижі) — фінансист. Барон (від 1870 року).

## Біографічні відомості
Син Євзеля Гінцбурга. Батько Давида Гінцбурга.
Горацій Гінцбург народився 1833 року в місті Звенигородка (нині районний центр Черкаської області).
Бароном Горацій став на 4 роки раніше, ніж його батько. 28 жовтня (9 листопада за новим стилем) 1870 року Великий Герцог Гессен-Дармштадтський Людвіг III видав Грамоту, якою Герцелю (Горацію) Євзельовичу Гінцбургу — Гессен-Дармштадтському генеральному консулу в Санкт-Петербурзі, спадковому почесному громадянинові, санкт-петербурзькому купцеві першої гільдії — надано титул барона Великого Герцогства Гессен-Дармштадтського. 27 березня 1871 року російський імператор Олександр II дозволив Горацієві Гінцбургу прийняти цей титул.
Разом з Самуїлом Поляковим та Миколою Бакстом у 1880 році став ініціатором створення Товариства торгівлі та сільськогосподарської праці серед євреїв у Російській імперії (ОРТ), де люди здобували ремісничий фах.